# 印度-帕提亞王國
印度-帕提亞王國，又称蘇倫王國，是由伊朗七大家族的蘇倫家族中的一個分支 - 岡多法勒斯一世所建立的帕提亞人王國。他們極盛時期的統治地區涵蓋伊朗東部、阿富汗地區多處、以及印度次大陸西北地區（現代巴基斯坦的部分，加上印度西北部）。
印度-帕提亚王國建立於19年，當時蘇倫王國的統治者岡多法勒斯一世擔任蘭德加納（即錫斯坦）的總督，他宣布脫離安息帝國而獨立。後來他向西征戰，從印度-斯基泰人和印度-希臘人手中奪取領土，而將他的王國變成一個帝國。在1世紀下半葉，印度-帕提亞王國受到貴霜帝國入侵，領土大幅減少。但仍保留錫斯坦地區的控制權，這個王國最後在約224年/225年被波斯的薩珊王朝征服。
印度-帕提亞王國以建造佛教塔克特依巴依僧院而聞名。這所僧院在1980年被聯合國教育、科學及文化組織列入世界遺產。

## 歷史

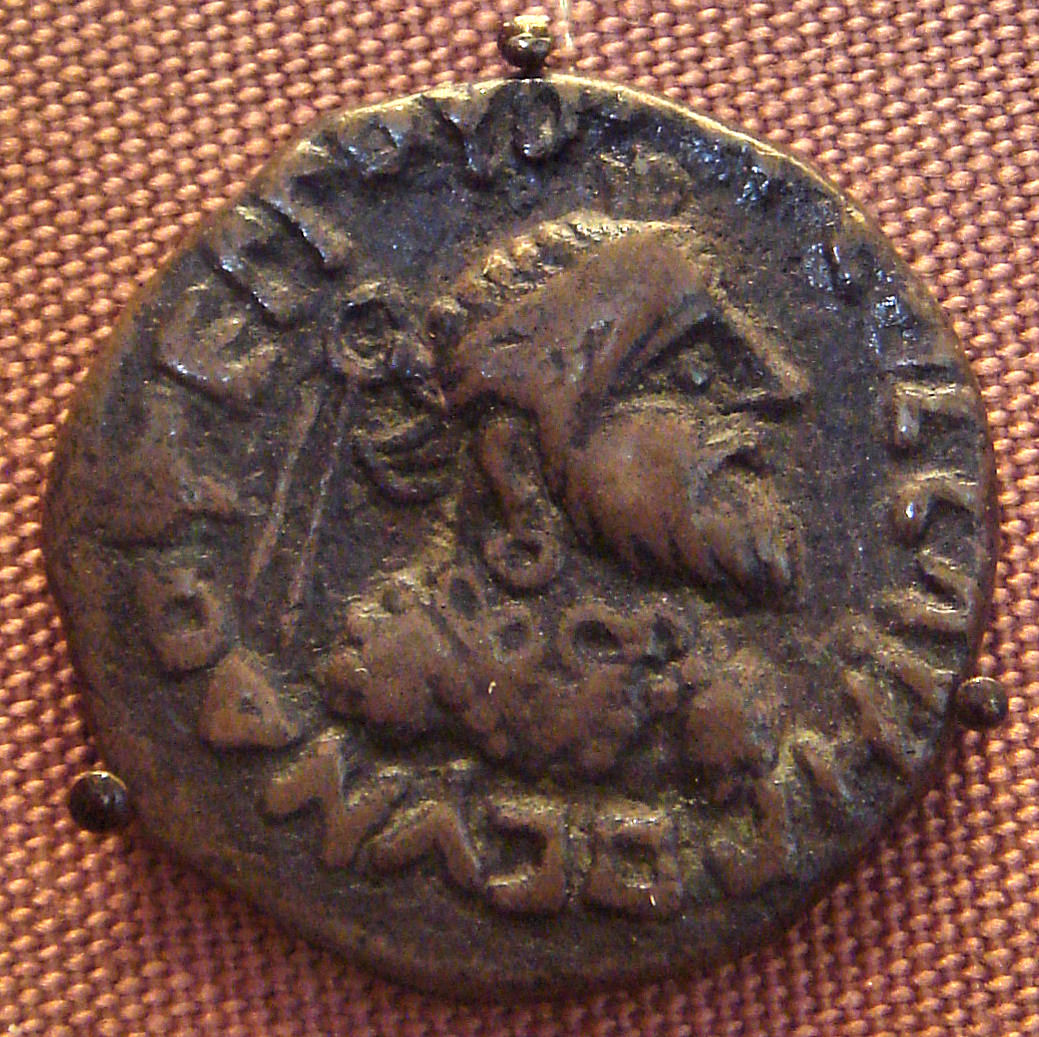
印度-帕提亞王國建國者岡多法勒斯一世肖像，他綁有頭巾、戴耳環和項鍊，穿著敞胸外衣，衣上有圓形飾物。

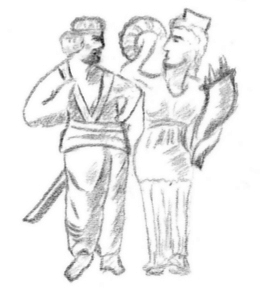
阿巴達哥希斯一世時期所鑄錢幣背面，顯示國王由希臘女神堤喀加冕為國君。

岡多法勒斯一世起初似為今伊朗東部錫斯坦的统治者。他可能是印度-斯基泰人統治者阿帕拉卡拉加斯的附庸，或者是統治者的親戚。他大約在公元前20年到10年，把阿帕拉卡拉加斯的王國征服，發生的時間也許是在印度-斯基泰人重要統治者亞齊斯一世過世之後。岡多法勒斯一世所控制的領土包括阿拉霍西亞、錫斯坦、信德、旁遮普、和喀布爾山谷，但他的領土似乎並沒包括旁遮普東部以外的土地。岡多法勒斯一世自稱稱為“萬王之王”，這是一種安息帝國頭銜，顯示這個印度-帕提亞王國祇是一個鬆散的框架，而在框架之下仍有許多較小的王朝，保有自己的領土，它們的臣服可能只是為換取來自岡多法勒斯及其繼任者的認可。這些較小的王朝包括阿帕拉卡拉加斯本身、印度-斯基泰人的總督（如錫安尼斯和拉吉烏拉），以及不知名的的印度-斯基泰統治者（因這些人仿鑄亞齊斯一世的錢幣）。印度-斯基泰人的西薩特拉普王朝也在古吉拉特邦占主導地位，也許這個恰好就在岡多法勒斯的勢力範圍之外。
岡多法勒斯一世過世之後，他的王國開始分裂。“岡多法勒斯”（或是名字，或是頭銜）由沙佩東尼斯（或許是岡多法勒斯之子）繼承，稱為岡多法勒斯二世。雖然沙佩東尼斯自稱是主要統治者，但他的政權並不穩固，他曾在信德、旁遮普東部、和阿富汗南部的阿拉霍西亞零星的鑄造過錢幣。最重要的繼任者應該是貢多法列斯的侄子阿巴達哥希斯一世，他統治的領土包括旁遮普，可能還包括根據地錫斯坦。沙佩東尼斯的統治時間不長，沙佩東尼斯似乎由奧爾塔涅斯接替，後者成為岡多法勒斯三世。到公元20年後，由一位名為薩希斯（也稱為岡多法勒斯四世薩希斯）的國王統治。根據《印度-帕提亞王朝錢幣及歷史（Indo-Scythian coins and history）》一書的作者Robert C. Senior的說法，這位薩希斯就是塔克特依巴依僧院銘文中所提到的岡多法勒斯。

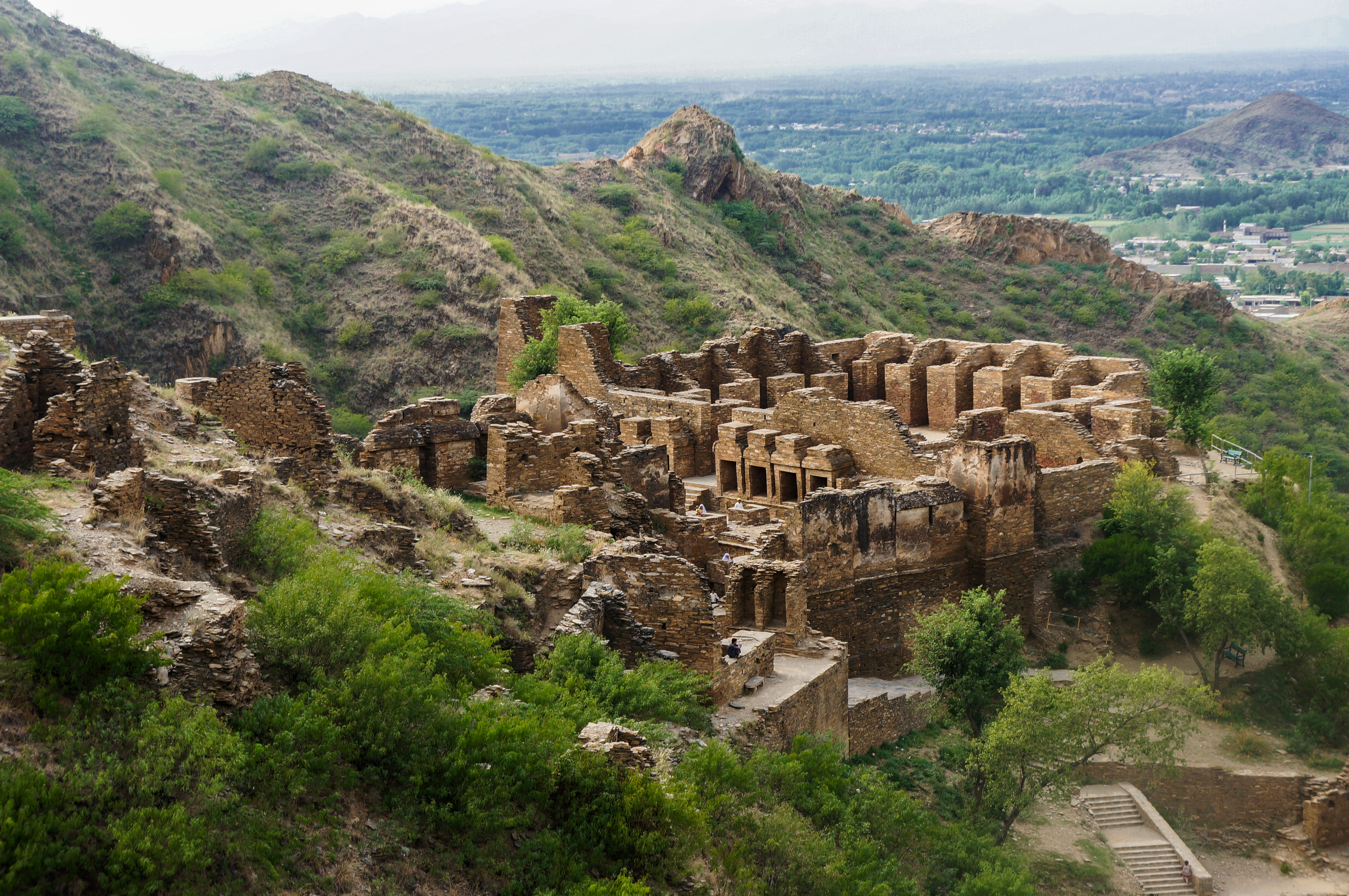
世界遺產塔克特依巴依僧院

王朝還有有一些不甚知名或是不知名統治者，可從他們鑄造的錢幣獲得些許的資訊。
但日後印度-帕提亞王國繼承者未能再取得如開國者岡多法勒斯一世所開創的地位，公元1世纪中期，王國在印度北部的領土受丘就却治下的貴霜帝國併吞。印度-帕提亞王國設法保住錫斯坦，直到薩珊王朝推翻安息帝國後，再把這個王國征服。

## 考古研究

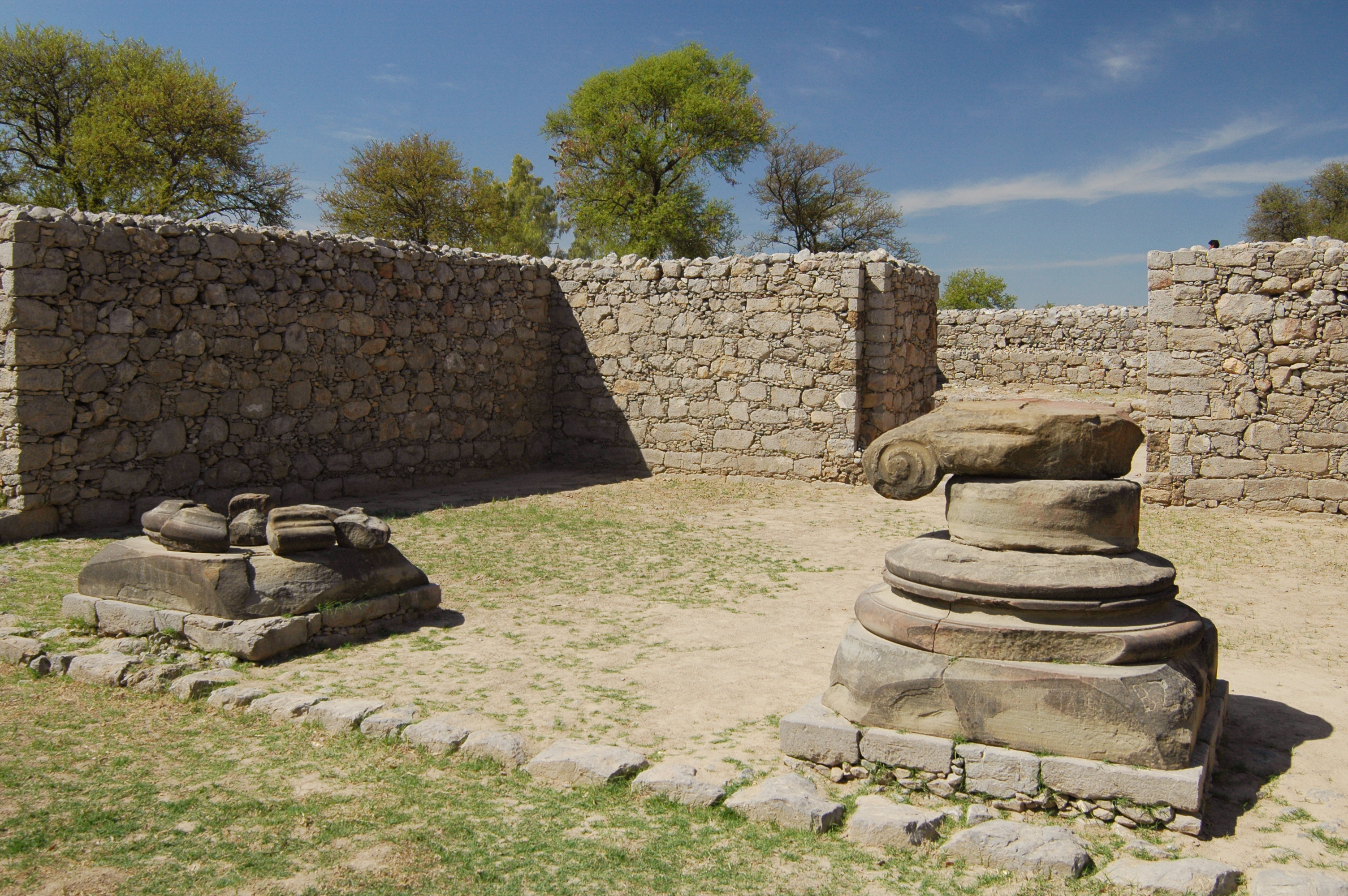
在塔克西拉附近的建戴爾，這間具有希臘愛奧尼柱式風格的神廟，通常被認為在印度-帕提亞王國時期，被用作祆教火神廟的用途。

古城塔克西拉被認為是印度-帕提亞王朝的首都。約翰·馬歇爾爵士在這裡曾做過較大面積地層的挖掘工作，挖出相當數量帶有帕提亞風格的文物。遺跡附近的建戴爾廟宇，被推定為印度-帕提亞王國時代祆教的火神廟。
一些古代著作提及這個地區有印度-帕提亞人的存在，例如使徒多馬的故事，他被聘為木匠，到印度國王“古德納法爾（Gudnaphar）”（被認為就是岡多法勒斯）的宮中工作。《多馬行傳》第17章描述多馬前往印度北部拜見古德納法爾國王；第2章和第3章描述多馬經過海路前往印度，從而推論他是在公元52年抵達印度的西岸。
Robert C. Senior指出，這位古德納法爾國王通常被認為是第一任的岡多法勒斯，而這位岡多法勒斯的存在是在基督教出現之後，而根據Senior的研究表顯示歷史上第一位岡多法勒斯在公元1年之前即已存在。因之多馬可能拜見的是另一位擁有相同名諱的國王。

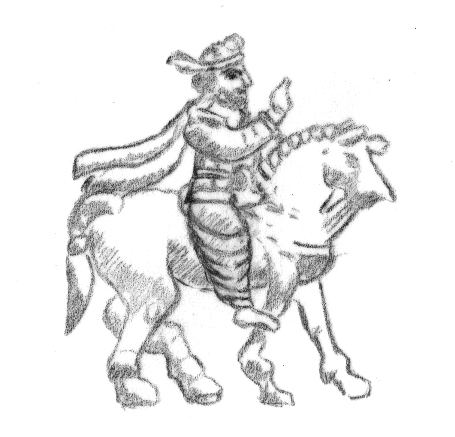
岡多法勒斯一世所鑄的錢幣，國王騎馬圖。顯示他穿著敞胸外套和寬鬆大褲腳 - 典型帕提亞人穿著。

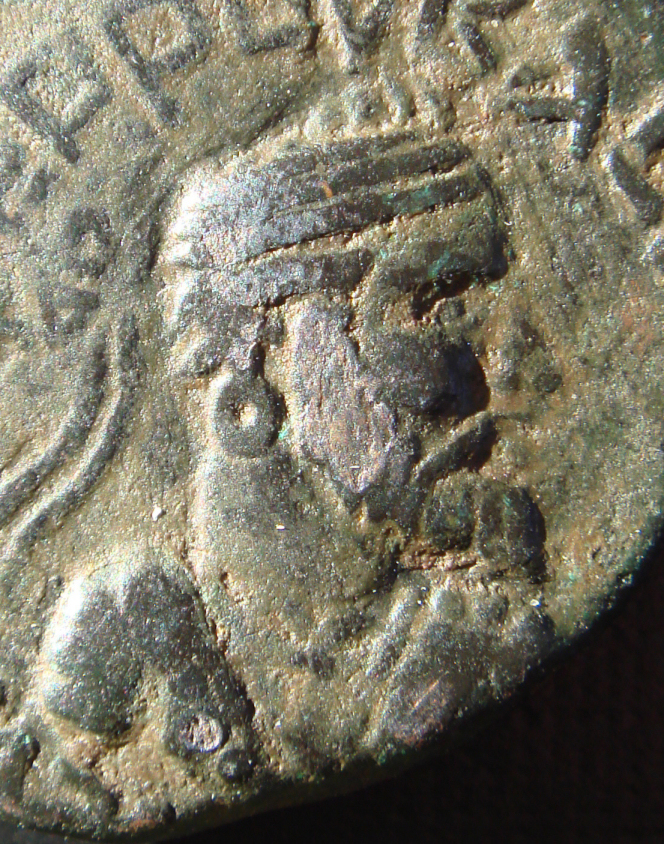
岡多法勒斯一世所鑄另一種錢幣上的國王圖像。

希臘智辯家菲洛斯塔圖斯所撰寫的提亞納的阿波羅尼烏斯行傳，書中提起這位希臘哲學家提亞納曾在公元46年左右到過印度，特別是到塔克西拉。並提起存在塔克西拉的希臘式的建築，可能指的是錫爾卡普這個地方，並說在塔克西拉的印度-帕提亞國王之名為法拉提斯，國王自幼在宮廷接受希臘教育，能說流利的希臘語：
“國王，請告訴我，您是如何能說那麼流利的希臘語，並培養出您的哲學素養的？” 
[...]-“在我受過希臘教育之後，我的父親在我年紀很小，大約是十二歲時，就帶我去飽學之士那兒，學者待我像親生一般的教導；他們特別鍾愛通曉希臘語的人，而且認為我和他們的性格相似，是他們的同類。” 
《愛利脫利亞海周航記》是本由公元1世紀流傳下來的遊記，描述古代在阿拉伯海的航行路線，書中描述帕提亞國王們在信德地區互相征戰，而這個地區從前就被印度斯基泰人統治過：
“這條河有7處河口，都非常淺，佈滿泥濘，除中部的1處之外，其他的都無法通航。中部河口岸邊有座名叫巴卡力坎的鎮集，鎮集前方有座小島，而往內陸方向有座叫明納加拉的斯基提亞城市。這座城市由幾位帕提亞王子所控制，但他們之間經常會發生鬥爭，勝者把對方驅離。” 
塔克特依巴依的銘文中記有兩個日期，其中之一是Maharaja Guduvhara帝王紀元26年（推测為一位岡多法勒斯），另一是未知紀元的103年

## 印度-帕提亞王國宗教

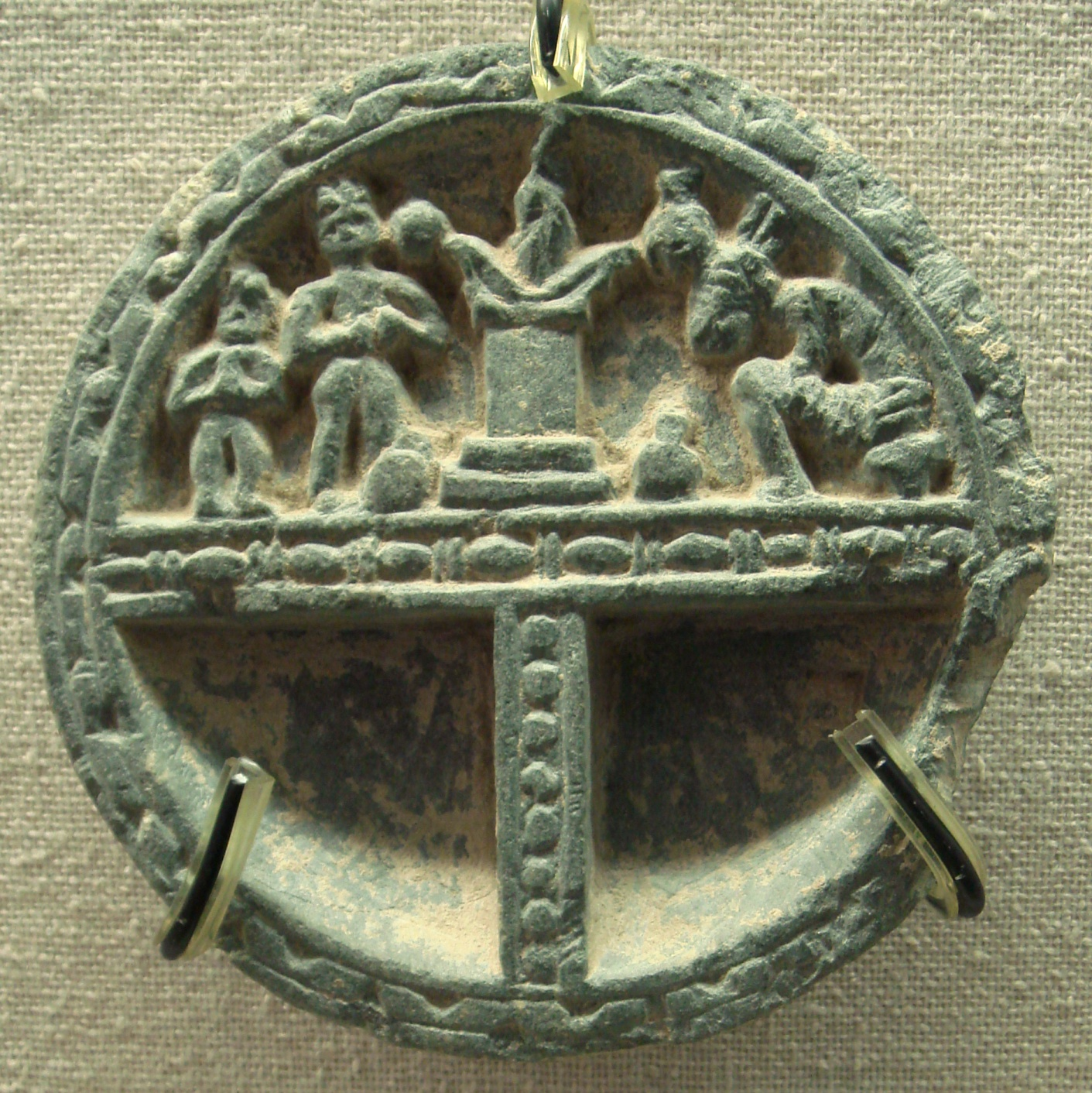
在祆教火神廟祭壇的信徒。

我們對蘇倫家族的宗教信仰仍然不知，但我們知道他們和信奉祆教的安息帝國存有宗教衝突。印度-帕提亞王國統治者與印度-希臘人或印度-斯基泰人不同，沒有他們支持佛教的明確記錄 - 例如宗教奉獻、銘文、甚至是傳說故事。同樣的，雖然印度-帕提亞王國錢幣緊密沿襲希臘錢幣系統，但其上從未顯示過佛教的佛教三寶符號（除了後來的薩希斯錢幣），也從未使用過大象或公牛的圖案，這兩種可能是宗教的符號，被他們之前的人大量使用。人們認為他們是伊朗人，也保留祆教的信仰。這伊朗人的神話系統後來由貴霜帝國繼承，貴霜帝國透過位於現在巴基斯坦的白沙瓦-開伯爾-普什圖地區的政府統治其帝國。
在岡多法勒斯一世的統治時期，也發現過鑄有印度教大神濕婆的錢幣。

## 印度-帕提亞人宗教信仰表達

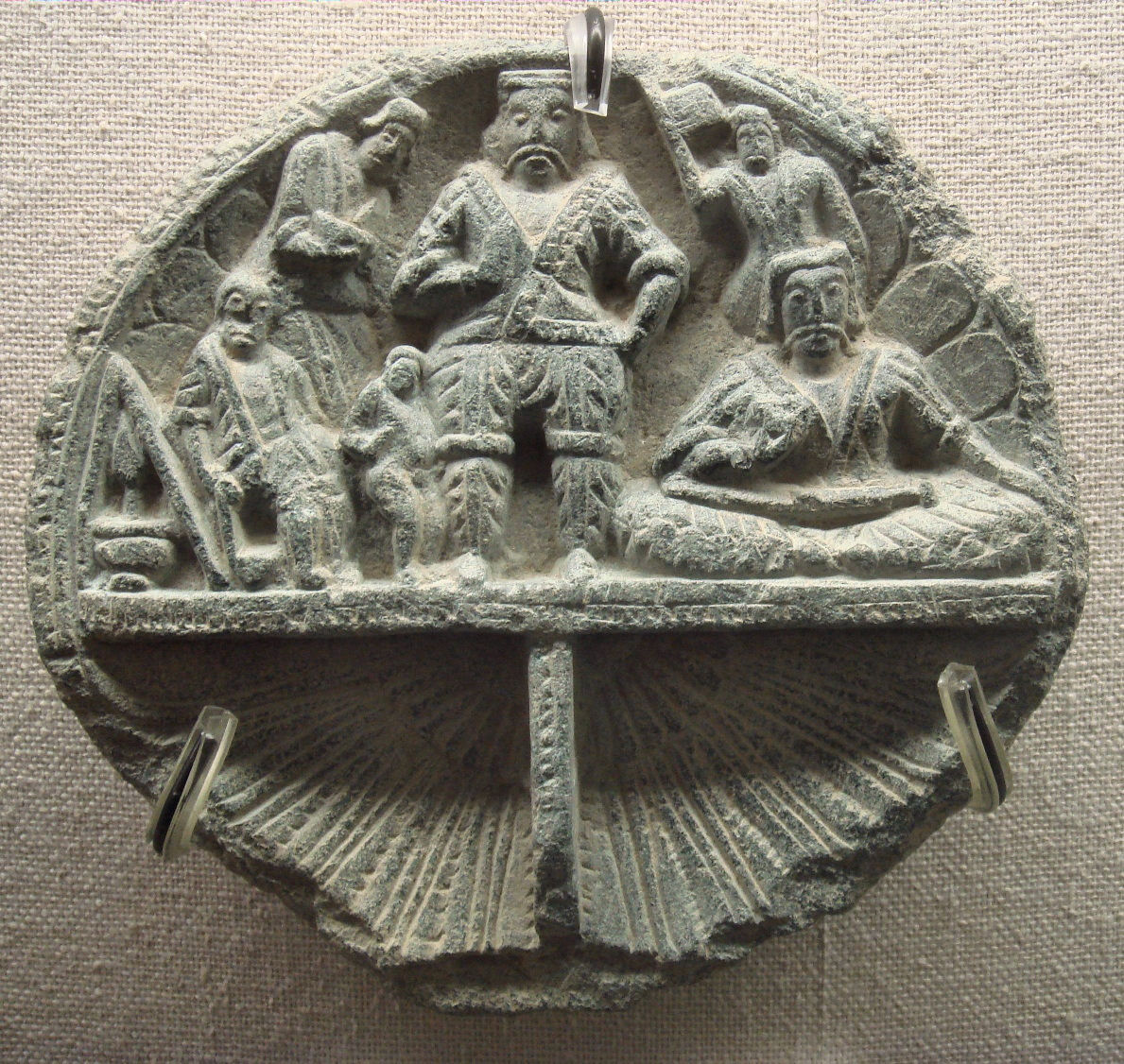
印度-帕提亞人國王。

在印度-帕提亞人的錢幣和健馱邏國的藝術品上，印度-帕提亞人被描繪成穿有短的敞胸外套和寬鬆的大褲腳，可能還在褲管上加有套褲。他們的外套上裝飾著成排的裝飾環或徽章。這些人的頭髮通常很濃密，並綁有束髮帶，這是公元1世紀以來帕提亞人廣泛採用的裝扮。
在佛教靈修場景中，有時會有穿著印度-帕提亞人服飾的演員。通常對約翰·馬歇爾爵士在塔克西拉附近的錫爾卡普所發掘出的大多數物件，都認為與印度-帕提亞時代層有關，但最近的學術研究有時會將他們列為與印度-希臘人有關聯。這些考古挖掘出某種數量的希臘化文物，它們結合有佛教崇拜（窣堵坡）的元素。其他一些神廟，例如在建戴爾附近的，可能是被作為祆教的火神廟使用。

## 佛教雕塑
在錫爾卡普發現的雕像顯示印度-斯基泰晚期至印度-帕提亞層（第2層，公元1年到60年）期間，在印度-帕提亞人統治時或甚至是統治之前，健馱邏藝術已十分發達。各式的雕像中有古希臘神像到各種平民信徒，其中有被認為是早期佛陀和菩薩的雕像。目前尚不知健馱邏國的希臘式佛教藝術何時出現，但錫爾卡普的發現確實表明，這種藝術在貴霜帝國出現之前，已有高度發展。

## 石材彩妝托盤
在發現的眾多健馱邏國石材彩妝板被認為是印度-帕提亞時期的藝術代表。這些彩妝板結合希臘和波斯的影響，以及代表作品中的人物正面外觀，被認為是帕提亞藝術的特徵。這些彩妝板僅在對應於印度-希臘王國、印度-斯基泰王國、和印度-帕提亞王國的考古層中發現，而在他們之前的孔雀王朝層或後續的貴霜帝國層中並未存在。
這些彩妝板通常刻有神話場景中穿著希臘服飾的人，但其中有些人是穿著帕提亞風格服飾的人（頭上綁有束髮帶、穿露胸外套及寬鬆的褲子、佩戴珠寶\皮帶）。捷克布拉格納普斯泰克博物館收藏有一彩妝板，顯示一位印度-帕提亞國王盤腿坐在一張大椅上，旁有兩名穿著帕提亞服飾的僕人。是僕人侍奉主子品嚐葡萄酒的場景。

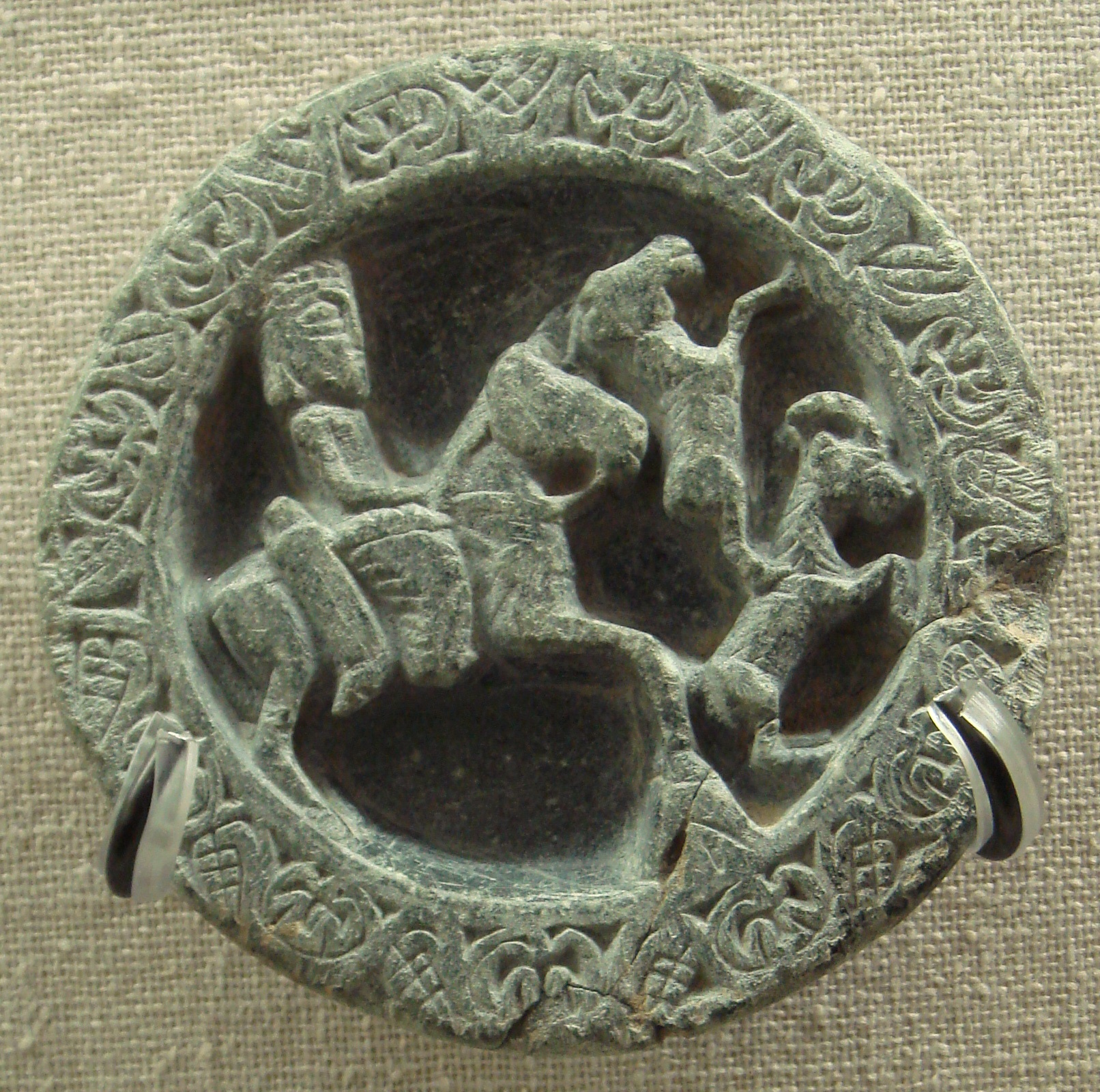
狩獵
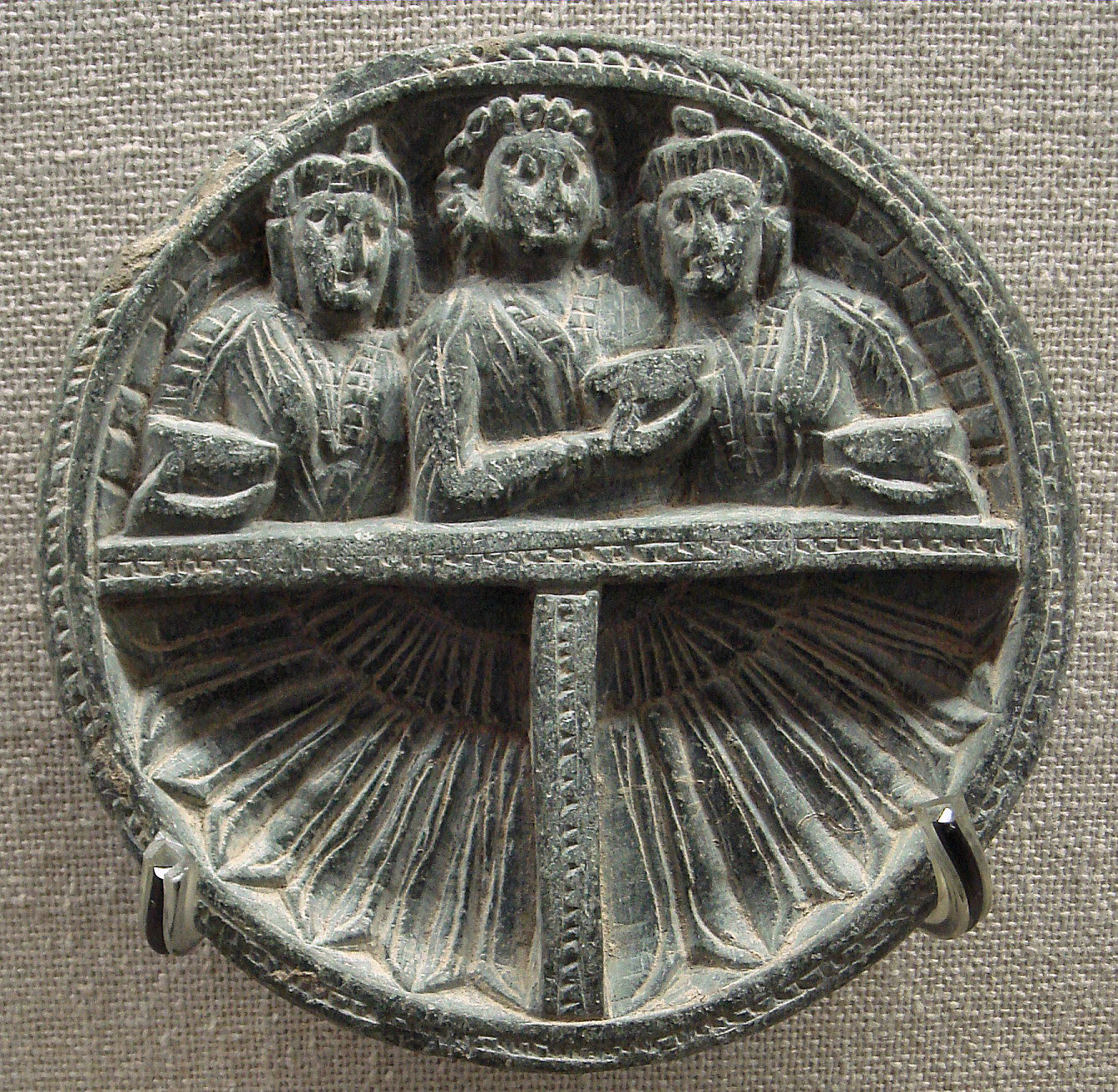
狂歡
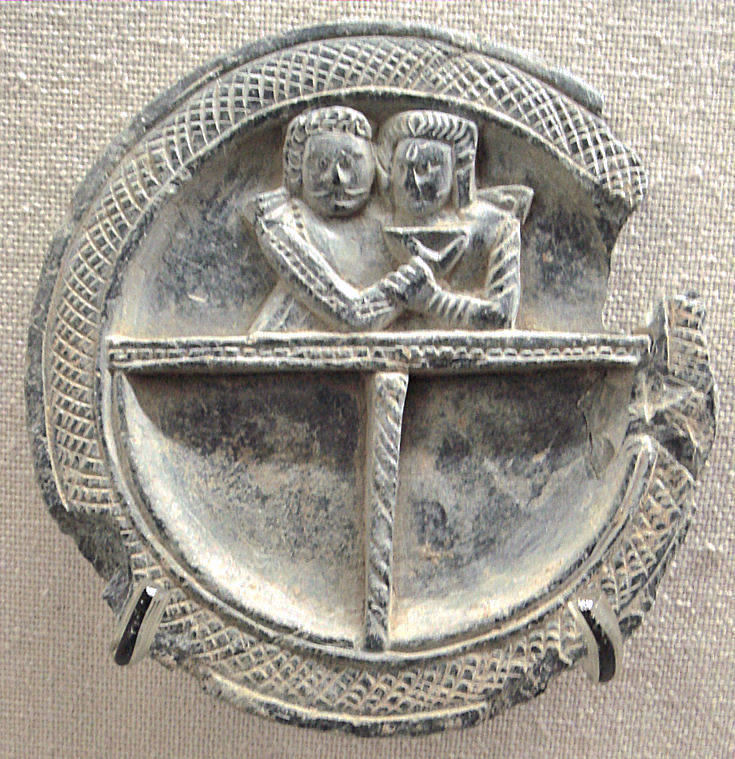
一對夫婦

## 佛教經由絲綢之路傳播

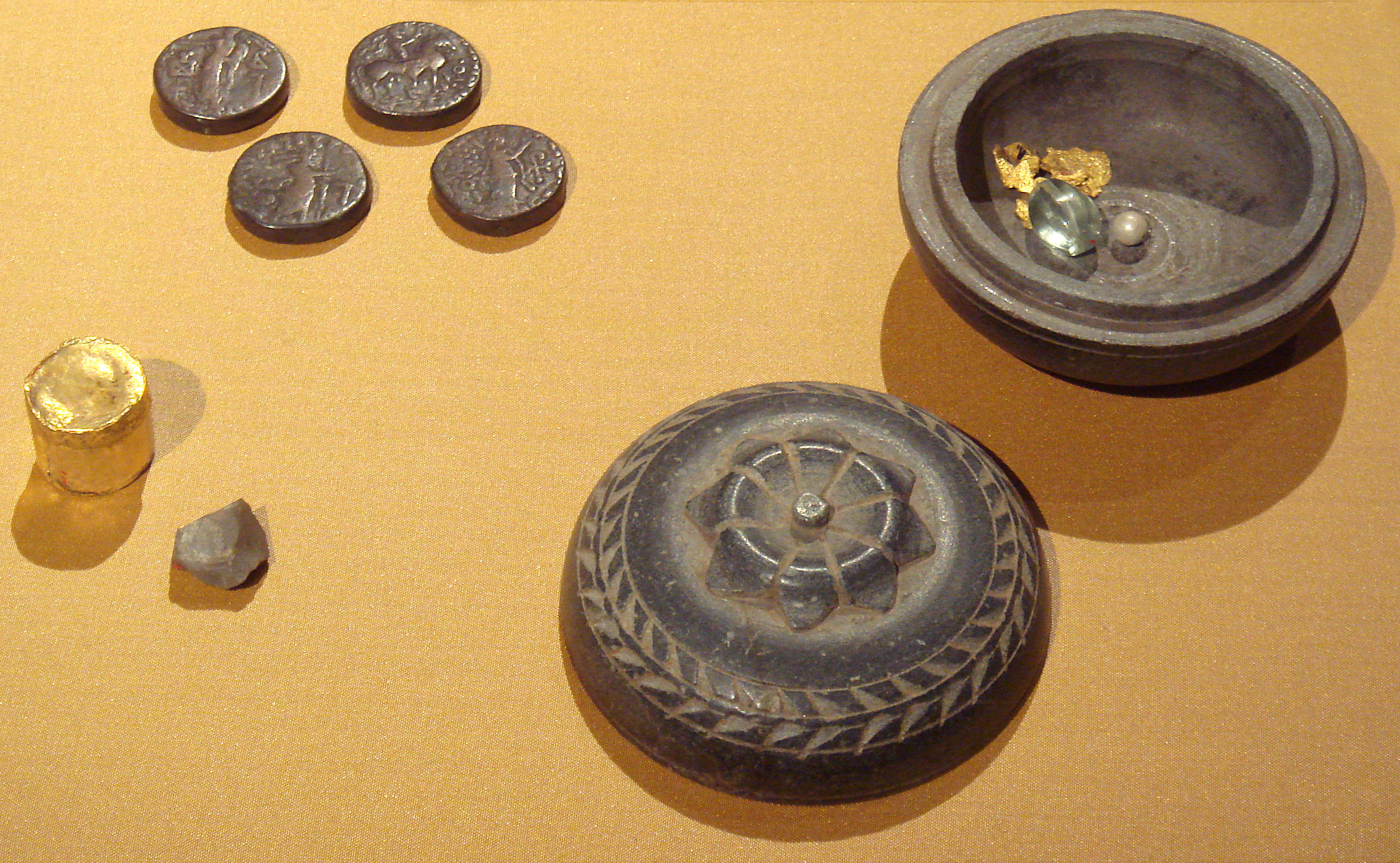
公元1世紀的健馱邏國佛教寶物箱，內藏物有印度-帕提亞王朝錢幣。

即使薩珊王朝在公元226年佔領印度-帕提亞人的領土，仍有些小塊的印度-帕提亞人統治地繼續在東方存在。從公元2世紀開始，一些中亞佛教僧侶出現在中國的大城市，如洛陽，甚至是南京。最早將佛教經書譯成中文的翻譯者實際上是印度-帕提亞僧侶，他們的翻譯功力卓越。這些僧侶的中文姓氏以“安（An）”來表達他們是來自“Anshi”安息帝國。
- 安世高（An Shih Kao）是一位帕提亞/安息帝國王子，他最早將上座部佛教經書（說一切有部）翻譯成中文（公元148年到170年）。
- 安玄（英语：An Hsuan）是一名帕提亞/安息商人，於公元181年在中國成為僧侶。

## 主要統治者

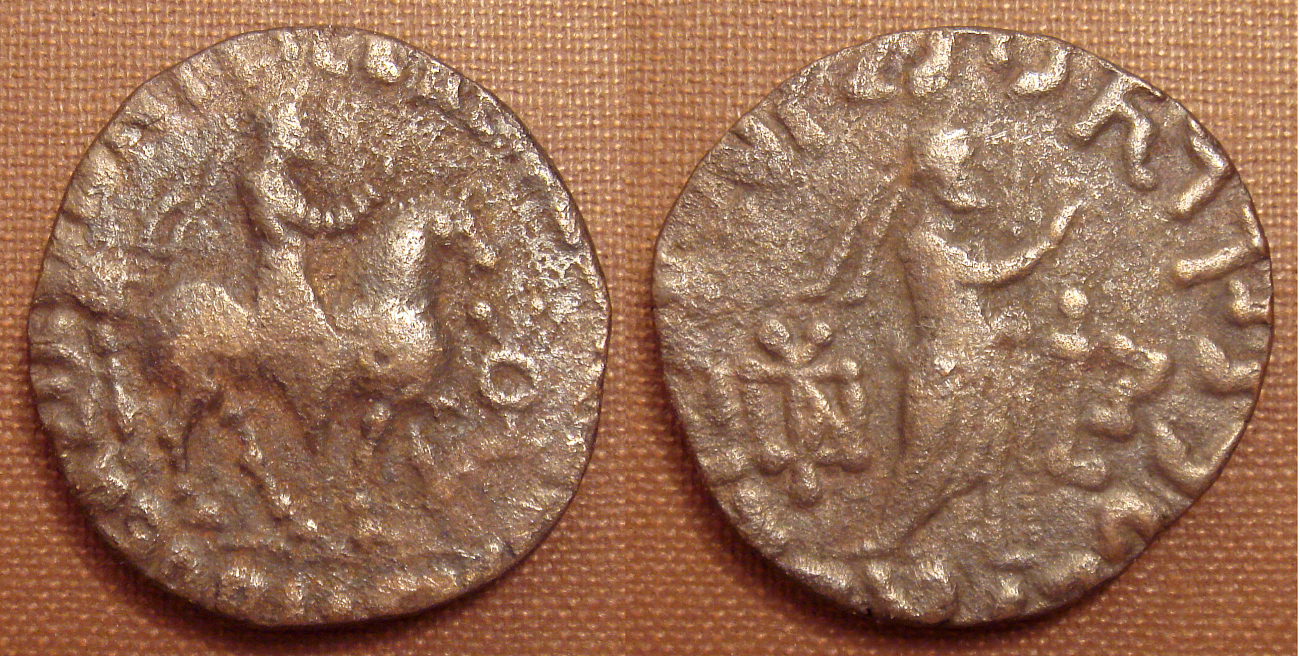
阿巴達哥希斯一世時期所鑄錢幣，國王著大褲腳，典型帕提亞人服飾。

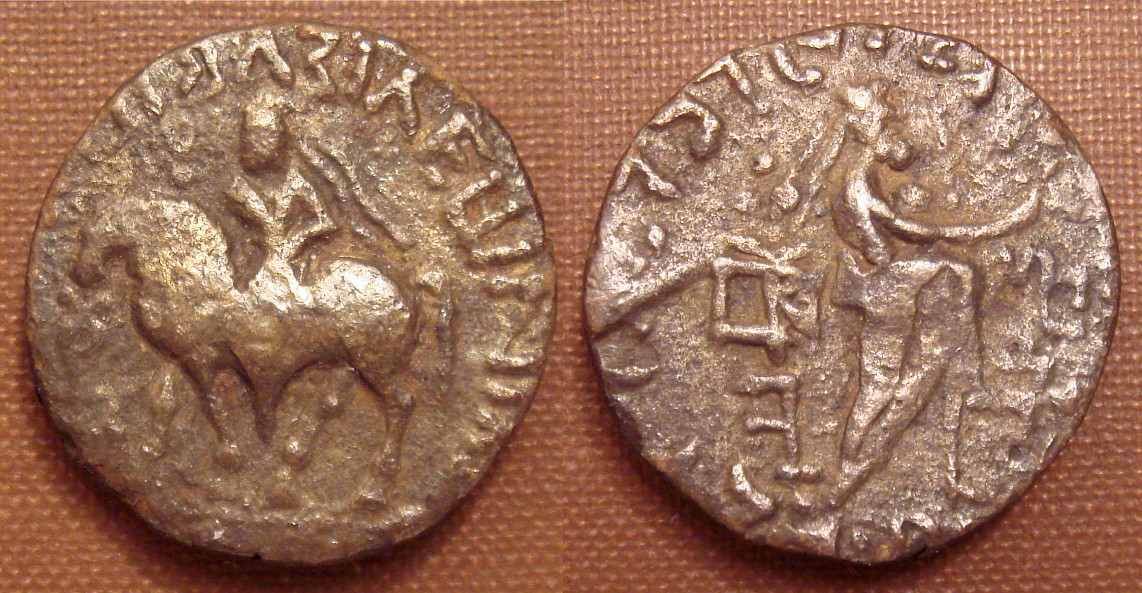
阿巴達哥希斯一世時期所鑄錢幣，國王著大褲腳，及露胸外套，典型帕提亞人服飾。

- 岡多法勒斯一世，(約公元19年到46年) Coin
- 沙佩東尼斯（英语：Sarpedones）（也稱岡多法勒斯二世），(大約始於公元20年)Coin
- 阿巴達哥希斯一世（英语：Abdagases I），(大約始於公元1世紀中葉) Coin
- 岡達納（英语：Gadana）（也稱岡多法勒斯三世），(約公元20年到30年)
- 薩希斯（英语：Sases），(公元1世紀中葉)
- 烏布贊尼斯（英语：Ubouzanes），(公元1世紀晚期)
- 帕科里斯（英语：Pacores），(公元1世紀晚期) Coin
- 法恩·萨珊，(约公元210-226年)

### 書籍
- "Les Palettes du Gandhara", Henri-Paul Francfort, Diffusion de Boccard, Paris, 1979
- "Reports on the campaigns 1956–1958 in Swat (Pakistan)", Domenico Faccenna
- "Sculptures from the sacred site of Butkara I", Domenico Faccena

## 外部連結
- Coins of the Indo-Parthians
- History of Greco-India

## 其他資料來源
- Bosworth, Clifford Edmund. . . Leiden, and New York: BRILL: 681–685. 1997  [2021-07-23]. ISBN 9789004082656. （原始内容存档于2016-01-09）.
- Schmitt, R. . : 534–537. 1995  [2021-07-23]. （原始内容存档于2021-05-12）. |article=和|title=只需其一 (帮助)
- Frye, Richard Nelson. . C.H.Beck. 1984: 1–411. ISBN 9783406093975. The history of ancient iran.
- Gazerani, Saghi. . BRILL. 2015: 1–250  [2021-07-23]. ISBN 9789004282964. （原始内容存档于2021-11-09）.
- Bivar, A. D. H. . : 135–136. 2002  [2021-07-23]. （原始内容存档于2014-05-03）. |article=和|title=只需其一 (帮助)
- Olbrycht, Marek Jan. . Curtis, Vesta Sarkhosh; Pendleton, Elizabeth J.; Alram, Michael; Daryaee, Touraj  (编). . Oxbow Books. 2016. ISBN 9781785702082.
- Rezakhani, Khodadad. . Edinburgh University Press. 2017: 1–256  [2021-07-23]. ISBN 9781474400305. （原始内容存档于2021-03-11）.